# 渡辺了
渡辺 了（わたなべ さとる）は、安土桃山時代から江戸時代前期にかけての武将。諱は吉光とも伝わる。号は睡庵。
通称は勘兵衛（かんべえ）で、渡辺 勘兵衛の名でも知られ、石田三成家臣の杉江勘兵衛、田中吉政家臣の辻勘兵衛と並んで「三勘兵衛」と評された。

## 生涯
永禄5年（1562年）、一説に近江国浅井郡の土豪で近江赤田氏の流れを汲むとされる近江渡辺氏の出身。渡辺高（右京亮）の第二子として生まれ、跡継ぎのいなかった同族で伯祖父の子にあたる渡辺任（周防守）の養子となった。
養父は浅井氏に仕えて200人扶持を受けており、同国小倉郷に住んでいたが、天正元年（1573年）8月28日、小谷城落城の際に戦死したので、養母の祖父にあたる阿閉貞征のもとに寄食して、これに仕えることになった。
天正5年（1578年）に16歳で初陣を遂げ、以後、各地を転戦。槍の勘兵衛と称される槍の名手となり、摂津吹田城攻めで一番首を挙げ、織田信長から直接称賛された。伊賀の長田での戦いでも武勲があり、貞征より鶴に丸の母衣を許された。
しかし本能寺の変の後、阿閉家は明智光秀に与して山崎の戦いで敗れて、滅亡したために浪人となった。
天正10年（1582年）頃より羽柴秀吉に仕え、月俸一百口を与えられる。備中巣雲山城（冠山城）の戦いで戦功があった。
このため翌天正11年（1583年）に秀吉の養子・秀勝付きとなり、2,000石の扶持。同年正月、滝川一益が伊勢長島城に籠城するとこれを攻囲する軍に加わり、伊勢・矢田山での土民との戦闘でも戦功をあげた。4月の賤ヶ岳の戦いにも参加し、（賤ヶ岳砦の）堀切の坂で山路正国・浅井吉政らと戦い、彼らを谷底に追い落として敗死させた。
天正13年（1585年）6月、阿波一宮の役（四国の役の一部）に参加して、一宮城の攻撃で戦功を上げる。
同年に秀勝が死去すると、それに伴い浪人したが、次に豊臣秀次の家老中村一氏に仕えた。知行3,000石。
天正18年（1590年）、小田原征伐において中村勢の先鋒として働き、伊豆山中城攻めにおいては、秀次軍の先鋒が中村勢であり、了は先陣切って第三郭に一番乗りを果たした。秀吉は中村隊の戦功を喜び、自らの陣羽織を脱いで渡そうとしたが一氏が固辞したため、陣羽織はその子・一忠に与えて家宝とするように言い含め、了には連銭印懸の駿馬を与えた。秀吉は了を「捨てても1万石は取るべき」と激賞していたが、一氏からの恩賞は、もとの知行の倍の6,000石の加増に過ぎず、これに不満を持って再び浪人した。
その後、増田長盛に客将として招かれて大和国に逗留し、次いで4,000石で仕えた。
慶長5年（1600年）、関ヶ原の戦いでは、西軍についた長盛の出陣中に居城・郡山城の留守を任され。戦後、既に長盛が所領を没収されて高野山に蟄居していたにもかかわらず、「主君長盛からの命で城を守っている。それ以外の命によって開城はできない」と、城接収役の藤堂高虎、本多正純らにあくまで抵抗した。その後、徳川家康らによって長盛に書状を書かせるまで城を守り通し、無事に開城も済ませた。
こういった忠義と力量の名声により仕官の誘いが相次いだが、慶長6年（1601年）、伊予今治城主の藤堂高虎に2万石の破格の待遇で招かれて仕えた。またこのとき了の長男・守にも3,000石を与えられた。
新たに高虎の居城となった伊予国の今治城の普請奉行を務めるなど、槍働き以外の才能を見せ、その後、慶長13年（1608年）に藤堂氏が伊勢国に移封となると、上野城城代にまでなった。
慶長19年（1614年）、大坂の陣では藤堂勢の先鋒を務めるが、冬の陣において戦い方をめぐって高虎と衝突。谷町口の攻防戦において長宗我部盛親の部隊に蹴散らされて、落馬して負傷するなど大敗してしまう。夏の陣の八尾の戦いにおいては名誉挽回とばかりに長宗我部盛親・増田盛次の部隊に襲い掛かり、300余人を討ち取る活躍をした。しかし、この活躍も独断専行甚だしく、7回にも及ぶ撤退命令を無視して追撃して得たもので、戦いには勝ったものの損害もまた大きく、高虎や他の重臣たちから疎まれる原因となった。そのため戦後出奔して再び浪人となった。仕官の道を探したが、今度は怒った高虎が奉公構の触れを出しており、江戸幕府などからも誘われたものの、任官が叶うことはなかった。このため東坂本で閑居して「睡庵（水庵/推庵）」と号し、しばしば近江国の福圓寺に住した。
元和4年（1618年）に土井利勝を通じて高虎に奉公構を解除するように願い出たが、高虎は「奉公したければ（姻戚関係のある）会津の蒲生家か讃岐の生駒家に仕えよ」と命じ、これを彼は承知しなかった。寛永5年（1628年）には天海を仲裁役にして奉公構の解除を願ったが、藤堂家から出された一方的な和解の条件に承知せず、逆に高虎への不平不満を申し立てたため、交渉は決裂した。高虎の死後も、子の藤堂高次が引き続き奉公構の方針を維持したため仕官は叶わなかったが、その才を惜しんだ細川忠興や徳川義直らからの捨扶持を受けていたので、付き従う門人が百数十人に及んだ。
寛永17年（1640年）7月24日、京にて死去。享年79。妙心寺塔頭光国院に葬られ、後に誓願寺に移された。戒名は真性院一雄推庵大居士。

## 関連作品
小説
- 司馬遼太郎：「侍大将の胸毛」（中公文庫「一夜官女」(書籍情報：ISBN 4-12-202311-4)）に収録。
- 池波正太郎：「戦国幻想曲」（新潮文庫（書籍情報:ISBN 4-10-115684-0））